# 道爾頓花園 (愛達荷州)
道爾頓花園（英語：Dalton Gardens）是一個位於美國愛達荷州庫特內縣的城市。

## 地理
道爾頓花園的座標為47°44′00″N 116°46′19″W / 47.73333°N 116.77194°W，而該地的平均海拔高度為690米（即2264英尺）。

## 人口
根據2020年美國人口普查的數據，道爾頓花園的面積為6.18平方千米，當中陸地面積為6.17平方千米，而水域面積為0.01平方千米。當地共有人口2537人，而人口密度為每平方千米411人。